# Drusus concolor
Drusus concolor är en nattsländeart som beskrevs av Kempny 1908. Drusus concolor ingår i släktet Drusus och familjen husmasknattsländor. Inga underarter finns listade i Catalogue of Life.